# Karauta
Karauta (en népalais : करौता) est un comité de développement villageois du Népal situé dans le district de Rupandehi. Au recensement de 2011, il comptait 11 459 habitants.